# Зборник Одсека за педагогију
Зборник Одсека за педагогију јесте часопис Одсека за педагогију Филозофског факултета Универзитета у  Новом Саду. Прва свеска Часописа је објављена  1983. године, а од 2016. године Зборник Одсека за педагогију излази искључиво у електронској форми.

## О часопису
Зборник Одсека за педагогију јесте часопис Одсека за педагогију Филозофског факултета Универзитета у Новом Саду са дугогодишњом традицијом . Часопис Зборник Одсека за педагогију тежи унапређивању теорије и праксе васпитања и образовања критичким сагледавањем односа између образовне теорије, политике образовања и праксе, кроз размену искустава научника и практичара у васпитању и образовању на домаћем, европском и глобалном нивоу.
У Зборнику Одсека за педагогију објављују се теоријски и емпиријски радови, оригинални научни и прегледни радови  педагошке тематике, као и прикази монографских публикација. 
Уредништво часописа чине представници академских и научних институција из земље и иностранства: 
Главни и одговорни уредник
Проф. др Слађана Зуковић, Филозофски факултет, Одсек за педагогију, Нови Сад
Помоћни уредници
Доц. др Стефан Нинковић, Филозофски факултет, Одсек за педагогију, Нови Сад
Доц. др Сенка Слијепчевић, Филозофски факултет, Одсек за педагогију, Нови Сад
Уређивачки одбор
Проф. др Оливера Кнежевић-Флорић, Филозофски факултет, Универзитет у Новом Саду, Србија
Проф. др Милица Андевски,  Филозофски факултет, Одсек за педагогију, Универзитет у Новом Саду, Србија
Проф. др Јасмина Клеменовић, Филозофски факултет, Одсек за педагогију, Универзитет у Новом Саду, Србија
Проф. др Јована Милутиновић, Филозофски факултет, Одсек за педагогију, Универзитет у Новом Саду, Србија
Проф. др Јелена Ђерманов,  Филозофски факултет, Одсек за педагогију, Универзитет у Новом Саду, Србија
Проф. др Биљана Бодрошки Спариосу,  Филозофски факултет, Одељење за педагогију, Универзитет у Београду, Србија
Prof. dr Mika Risku, Institute of Educational leadership, University of Jyväskylä, Finland
Prof. dr. Nikolay Popov, Sofia University “St. Kliment Ohridski”, Department of Social Education and Social work, Bulgaria
Академик проф. др Адила Пашалић Кресо, Филозофски факултет, Универзитет у Сарајеву, Босна и Херцеговина
Проф. др Софија Врцељ, Филозофски факултет, Одсјек за педагогију, Универзитет у Ријеци, Хрватска
Проф. др Матјаж Дух, Педагошки факултет, Универзитет у Марибору, Словенија
Проф. др Саша Милић, Филозофски факултет, Одсјек за педагогију, Универзитет у Никшићу, Црна Гора
Академик проф. др Драго Бранковић, Филозофски факултет, Одсјек за педагогију, Бања Лука, Босна и Херцеговина
dr Olivera Kamenarac, Te Wānanga Toi Tangata - Division of Education, University of Waikato, New Zealand
Проф. др Милена Валенчић Зуљан, Педагошки факултет, Универзитет у Љубљани, Словенија
Проф. др Снежана Мирасциева, Факултет за образовне науке, Катедра за педагогију, Универзитет „Гоце Делчев“ – Штип, Северна Македонија

### Историјат
Прва свеска Зборника Одсека за педагогију објављена је 1983. године. Основни задатак часописа био је праћање научне продукције области интересовања наставника и сарадника Одсека. Првих десетак година објављивања Зборника, публиковани су радови везани за области педагогије, психологије, румунског и русинског језика, јер су организациону структуру тадашњег Института за педагогију и психологију чиниле катедра за пегагогију, психологију, румунски и русински језик. Касније, организационим осамостаљивањем наведених катедара и сама програмска оријентација Зборника преноси се на педагогију, те је тиме одређена и тематика чланака који се у њему објављују. Од 1983. године часопис Зборник Одсека за педагогију  излази у континуитету до 2009/2010. године, када је објављена свеска 23/24. 
Зборник Одсека за педагогију је реактивиран 2016. године, када је објављена  свеска бр. 25 у електронском издању. Од тада се у њему објављују радови  који задовољавају интересовања педагога, али и ширег круга читалаца. Од 2016. године сви чланци добијају doi број.

### Периодичност излажења
Излази једном годишње.

## Уређивачки одбор
- 1983. -  др Славко Кркљуш, др Милка Ољача, др Михаило Палов, др Петронила Капор  Стануловић
- 1984-1986. - др Славко Кркљуш, др Милка Ољача, др Михаило Палов, Ева Варга
- 1987-1991. др Славко Кркљуш, др Раде Родић, др Игњат Игњатовић, др Лиа Магду,  мр  Снежана  Миленковић
- 1994. др Емил Каменов, др Лајош Генц, др Милка Ољача, др Радмило Достанић,  др Урош   Младеновић,  др Миклош Биро, др Нила Капор  Стануловић, мр Зорослав Спевак, Оливера Гајић
- 1996-2002. др Радован Грандић, др Милка Ољача, др Емил Каменов, мр Зорослав   Спевак,   Љиљана Сауер
- 2003. др Мара Ђукић, др Милка Ољача, др Емил Каменов, др Милица Андевски,  др Зорослав Спевак, Љиљана Комазец  Сауер
- 2004. др Емил Каменов, др Зорослав Спевак, др Мара Ђукић, др Ољача, Љиљана   Комазец Сауер
- 2006-2010. главна и одговорна уредница  др Милица Андевски
- 2016- 2021. главна и одговорна уредница др Јована Милутиновић
- 2021 - Главна и одговрна уредница др Слађана Зуковић (помоћни уредници - др Стефан Нинковић и др Сенка Слијепчевић)

## Теме
Теме се односе на питања и дилеме из области васпитања и образовања, наставе и учења  у историјском и савременом контексту.
- Васпитање и образовање
- Настава
- Учење

## Електронски облик часописа
Часопис је у отвореном приступу од броја 25. из 2016. године.

## Галерија
- Корични лист првог објављеног броја, 1983.
- Корични лист дванаестог објављеног броја, 1997.
- Корични лист двоброја 2009/2010.